# Jean-Baptiste Monnoyer
Jean-Baptiste Monnoyer (Lille, 12 gennaio 1636 – Londra, 20 febbraio 1699) è stato un pittore e acquafortista francese.

## Biografia

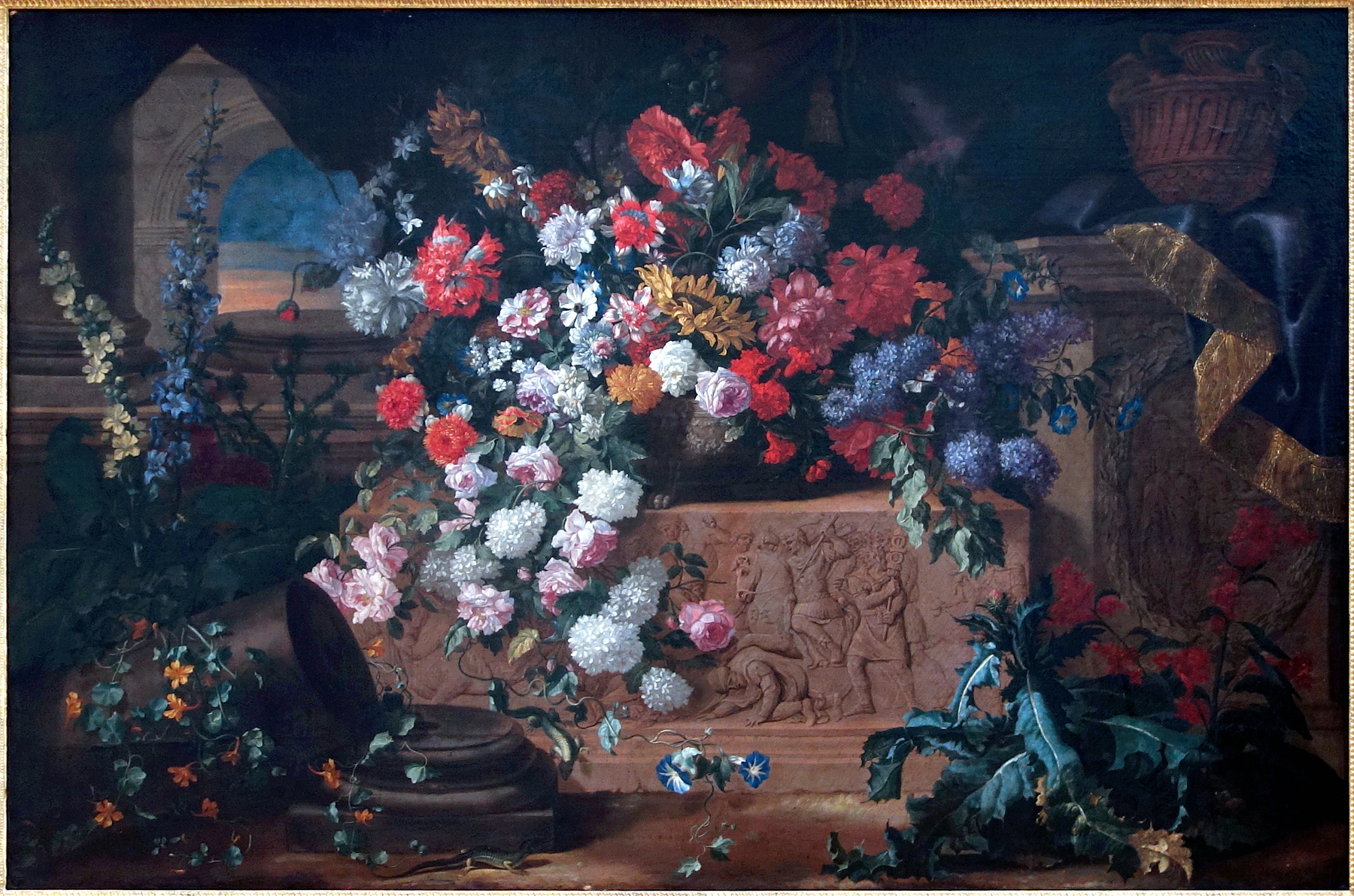

Specializzato nel dipingere pitture e quadri aventi come soggetto composizioni floreali, collaborò con le Manifattura di Beauvais e di Gobelins, dove realizzò alcune opere.
Nel 1650 a Parigi lavorò alle decorazioni dell'Hôtel Lambert. In seguito fu assunto da Charles Le Brun per realizzare le decorazioni al castello di Marly e al castello di Meudon. 
Nel 1690 lasciò la Francia per andare in Inghilterra, per lavorare alle decorazioni pittoriche della residenza Montagu House a Londra, dove realizzò oltre cinquanta tavole e pannelli che ritenevano frutta e fiori. Morì a Londra nel 1699.
Le sue opere venivano utilizzate come modello dai produttori di arazzi, anche successivamente la sua morte.